# لارك أن سييل

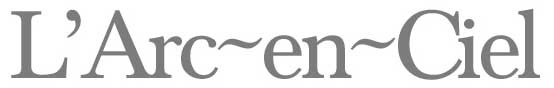
شعار الفرقة الرسمي

لاَرْكْ~أُنْ~سْيِيلْ (بالإنكليزية: L'Arc~en~Ciel، باليابانية: ラルクアン シエル، ترجمة:قوس قزح بالفرنسية) فرقة روك يابانية شهيرة تشكلت في 1991 بأوساكا.

## الأعمال الموسيقية

### ألبومات إستوديو
- Dune
- Tierra
- Heavenly
- True
- Heart
- Ark
- Ray
- Real
- Smile
- Awake
- Kiss
- Butterfly

## وصلات خارجية
- لارك أن سييل على موقع ميوزك برينز (الإنجليزية)
- لارك أن سييل على موقع أول ميوزيك (الإنجليزية)
- لارك أن سييل على موقع ديسكوغز (الإنجليزية)

- موقع لارك~أن~سييل الرسمي